# Olympische Sommerspiele 1928/Teilnehmer (Japan)
| Gelbes Symbol für Goldmedaillen mit stilisierten Olympischen Ringen | Graues Symbol für Silbermedaillen mit stilisierten Olympischen Ringen | Braundes Symbol für Bronzemedaillen mit stilisierten Olympischen Ringen |
| ------------------------------------------------------------------- | --------------------------------------------------------------------- | ----------------------------------------------------------------------- |
| 2                                                                   | 2                                                                     | 1                                                                       |

Japan nahm an den Olympischen Sommerspielen 1928 in Amsterdam, Niederlande, mit einer Delegation von 40 Sportlern (39 Männer und eine Frau) teil.

## Medaillengewinner

### Gold
| Name(n)           | Sportart       | Wettkampf       |
| ----------------- | -------------- | --------------- |
| Oda Mikio         | Leichtathletik | Dreisprung      |
| Tsuruta Yoshiyuki | Schwimmen      | 200 Meter Brust |

### Silber
| Name(n)                                                      | Sportart       | Wettkampf              |
| ------------------------------------------------------------ | -------------- | ---------------------- |
| Hitomi Kinue                                                 | Leichtathletik | Frauen, 800 Meter      |
| Yoneyama Hiroshi, Arai Nobuo, Sada Tokuhei & Takaishi Katsuo | Schwimmen      | 4 × 200 Meter Freistil |

### Bronze
| Name(n)         | Sportart  | Wettkampf          |
| --------------- | --------- | ------------------ |
| Takaishi Katsuo | Schwimmen | 100 Meter Freistil |

## Teilnehmer nach Sportarten

### Boxen
- Okamoto Fuji
Bantamgewicht: 9. Platz

- Usuda Kintarō
Weltergewicht: 5. Platz

### Leichtathletik
- Aizawa Iwao
100 Meter: Vorläufe
200 Meter: Vorläufe
4 × 100 Meter: Vorläufe

- Nagatani Juichi
10.000 Meter: 19. Platz
Marathon: 48. Platz

- Yamada Kanematsu
Marathon: 4. Platz

- Tsuda Seiichirō
Marathon: 6. Platz

- Miki Yoshio
110 Meter Hürden: Halbfinale

- Inuma Seishichi
4 × 100 Meter: Vorläufe

- Osawa Shigetoshi
4 × 100 Meter: Vorläufe

- Nambu Chūhei
4 × 100 Meter: Vorläufe
Weitsprung: 9. Platz in der Qualifikation
Dreisprung: 4. Platz

- Kimura Kazuo
Hochsprung: 6. Platz

- Oda Mikio
Hochsprung: 7. Platz
Weitsprung: 11. Platz in der Qualifikation
Dreisprung: Gold

- Nakazawa Yonetarō
Stabhochsprung: 6. Platz
Zehnkampf: 12. Platz

- Furuyama Ichirō
Diskuswurf: 27. Platz in der Qualifikation

- Okita Yoshio
Diskuswurf: 30. Platz in der Qualifikation
Hammerwurf: 15. Platz in der Qualifikation

- Sumiyoshi Kōsaku
Speerwurf: 13. Platz in der Qualifikation

- Toki Tatsuo
Zehnkampf: 12. Platz

- Hitomi Kinue
Frauen, 100 Meter: Halbfinale
Frauen, 800 Meter: Silber

### Reiten
- Okada Kozeki
Dressur, Einzel: 20. Platz

- Yusa Kōhei
Dressur, Einzel: 28. Platz

- Yoshida Shigetomo
Springreiten, Einzel: DNF

- Kido Shunzō
Vielseitigkeit, Einzel: 21. Platz

### Ringen
- Shimmen Isuke
Leichtgewicht, Freistil: 8. Platz

### Rudern
- Ishii Kin’ichirō
Einer: 1. Runde

- Nose Kazuo
Vierer ohne Steuermann: 2. Runde

- Tsuchida Makoto
Vierer ohne Steuermann: 2. Runde

- Takashima Isamu
Vierer ohne Steuermann: 2. Runde

- Hachirō Satō
Vierer ohne Steuermann: 2. Runde

- Sonobe Tsukasa
Vierer ohne Steuermann: 2. Runde

### Schwimmen
- Katsuo Takaishi
100 Meter Freistil: Bronze 
400 Meter Freistil: Halbfinale
1500 Meter Freistil: Vorläufe
4 × 200 Meter Freistil: Silber

- Yoneyama Hiroshi
400 Meter Freistil: Halbfinale
4 × 200 Meter Freistil: Silber

- Arai Nobuo
400 Meter Freistil: Vorläufe
1500 Meter Freistil: Halbfinale
4 × 200 Meter Freistil: Silber

- Takebayashi Takaji
1500 Meter Freistil: Halbfinale

- Sada Tokuhei
4 × 200 Meter Freistil: Silber

- Noda Kazuo
4 × 200 Meter Freistil: Silber

- Irie Toshio
100 Meter Rücken: 4. Platz

- Kimura Shōrai
100 Meter Rücken: Vorläufe

- Tsuruta Yoshiyuki
200 Meter Brust: Gold

- Mawatari Yūki
200 Meter Brust: Vorläufe

### Wasserspringen
- Takashina Fumio
Kunstspringen: 9. Platz